# Wasserleiche

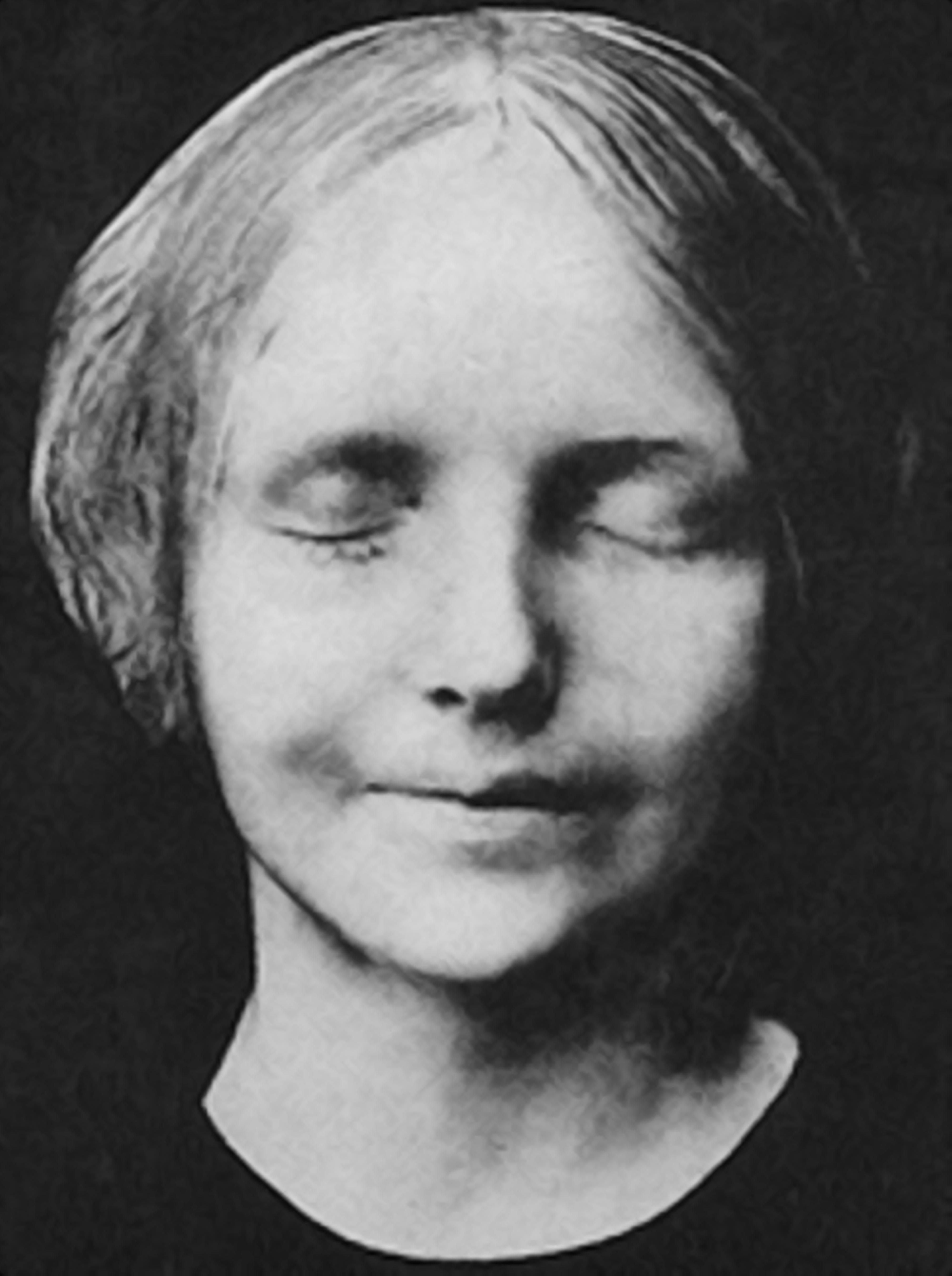
Die Unbekannte aus der Seine, Totenmaske einer durch Adipocire konservierten Wasserleiche

Als Wasserleiche bezeichnet man die sterblichen Überreste eines Menschen, die in einem natürlichen Gewässer oder einem von Menschen angelegten Wasserreservoir gefunden wurden.
Die Todesursache der meist in Bauchlage gefundenen Leichen kann dabei natürlich oder unnatürlich sein, wobei sowohl Tod durch Ertrinken, als auch ein Badetod, ein Suizid oder ein Tötungsdelikt bzw. ein Unfall außerhalb des Wassers in Frage kommen.

## Post-mortale Diagnostik
Bei der Identifikation von Leichen, die im Wasser aufgefunden werden können unter anderem die Kleidung, das Zahnschema, vorhandenen Narben, Tätowierungen etc. oder eine DNA-Analyse hilfreich sein.

### Bestimmung des Todeszeitpunktes
Ist die Leichenliegezeit einer Wasserleiche durch eine Obduktion zu ermitteln, so sind folgende Aspekte zu berücksichtigen:
- Veränderungen durch Fäulnis (Verwesung) entsprechend der Casper-Regel[3]
- Mazeration bzw. Waschhautbildung, sowie Ablösung der Oberhaut[1]
- Besiedelung durch Algen[4]
- Fraßspuren (Fische, Insekten etc.)
- Ggf. natürliche Konservierung durch die Bildung von Leichenwachs, Adipocire[5]

### Bestimmung der Todesursache

#### Tod im Wasser, ohne Fremdeinwirkung
Um 170 nach Christus hatte der berühmte Arzt Galenos von Pergamon noch angenommen, Ertrinkende würden durch die große Menge an verschlucktem Wasser zu Tode kommen.
Der österreichische Gerichtsmediziner Arnold Paltauf (1860–1893), stellte 1888 fest, dass es sich vielmehr um eine Erstickung aufgrund von Aspiration handelt.
Ist der Mensch bei Bewusstsein und grundsätzlich in der Lage zu schwimmen, so ist das typische Ertrinken aus Erschöpfung als Kampf gegen das Untergehen mit mehrmaligem Auftauchen in Kombination mit dem Schnappen nach Luft deutlich beobachtbar. Das Einatmen von Luft (Inspiration) wechselt sich dabei mit dem Einatmen von Wasser (Aspiration) ab.
Beim Tod im Wasser gelangt Wasser in die Atemwege, so löst der Körper einen Schutzreflex, den Stimmritzenkrampf aus, der verhindern soll, dass Wasser in die Lunge gerät. Dem Körper fehlt es in Folge dieses Reflexes an Sauerstoff und der Mensch verliert das Bewusstsein. Kommt es zusätzlich zum Atemstillstand, ertrinken die Betroffenen.
In kaltem Wasser kommt auch die Unterkühlung bzw. Hypothermie als Todesursache in Frage. Jedoch können auch unterkühlte Personen, wenn ihre Atmung nicht beeinträchtigt wird (weil sie z. B. eine Rettungsweste tragen), je nach Körpergewicht, bei einer Wassertemperatur oberhalb von 10 Grad Celsius mehrere Stunden überleben.
Der Badetod ist dagegen ein natürlicher Tod, der aufgrund eines Herz-Kreislaufstillstandes oder durch Vorerkrankungen bedingt, zufällig im Wasser aufgetreten ist.

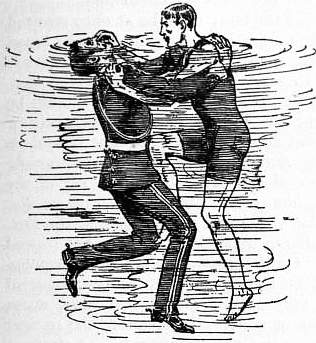
Ein gewaltsames Ertränken ist für Rechtsmediziner auch post mortem erkennbar (Encyclopædia Britannica, 1911)

#### Tod im Wasser, mit Fremdeinwirkung
Das eigentliche Ertränken ist unter anderem durch Schaum vor Mund und Nase gekennzeichnet. Ein sogenannter Schaumpilz entsteht nur, wenn die Person im Wasser zum Zeitpunkt des Ertrinkens weder tot noch bewusstlos war.
Um Fremdeinflüsse auszuschließen bzw. nachzuweisen ist es notwendig zu unterscheiden, wann mögliche Verletzungen aufgetreten sind. Postmortale Verletzungen, wie Treibspuren, Verletzungen durch Schiffsschrauben, Tierfraß, oder Bergungsverletzungen sind gegen die Spuren von Einwirkungen abzugrenzen, die zu Lebzeiten, bzw. vor einer Ablage im Wasser, erfolgt sind. Insbesondere auf mögliche Abwehrverletzungen, die als Hinweis auf eine gewalttätige Auseinandersetzung dienen können, sollte dabei verstärkt geachtet werden.
Bei äußerlich unversehrten Wasserleichen kann durch eine toxikologische Untersuchung festgestellt werden, ob Medikamente, Drogen oder Alkohol beim Eintreten des Todes eine Rolle gespielt haben könnten.
Im Falle eines Suizids ist darauf zu achten, ob ggf. ein Abschiedsbrief vorhanden ist, oder ob sonstige Planungsschritte von nahe stehenden Personen und/oder Angehörigen im Nachhinein als solche erkannt wurden. Ist kein Schaumpilz vorhanden, so sollte auch eine Tötung (oder Selbsttötung) durch Strom in Betracht gezogen werden. Aus rechtsmedizinischer Sicht ist im Falle von Suiziden auch eine bewusste Verschleierung durch eine Veränderung der Auffindesituation denkbar. Wird bei einem Tod in der Badewanne, etwa das Badewasser abgelassen oder ein elektrisches Gerät entfernt, welches als Stromquelle diente, so wird dies ohne Obduktion nicht zwingend deutlich.

#### Leichen-Dumping
Bei einem Tod außerhalb des Wassers kommt es vor, dass eine Leiche post mortem im Wasser abgelegt wird, um das Auffinden zu verzögern und ggf. einen Tod durch Ertrinken vorzutäuschen. Hierbei ist nicht immer ein Gewaltverbrechen die Ursache, auch Unfallopfer können zur Verschleierung des Vorfalls im Wasser abgelegt werden. Je länger der Tod beim Auffinden zurückliegt, desto schwieriger wird eine exakte Ermittlung der Todesumstände. Dies gilt insbesondere für unvollständige Leichen. In diesem Zusammenhang zählen (je nach Bestattungsgesetz) auch Körperteile als Leiche, ohne die ein Mensch nicht lebensfähig wäre (wie der Kopf oder der Rumpf), während andere Gliedmaßen, rechtsmedizinisch betrachtet, als „Leichenteile“ gelten.

### Forensische Erforschung
Ein kanadisches Forscherteam führte Versuchsreihen mit Schweinekadavern durch, die im Meer befestigt und dann durch Kameras überwacht wurden, um so Aussagen über die Zersetzung menschlicher Wasserleichen machen zu können. Der Sauerstoffgehalt unter Wasser spielt in diesem Zusammenhang nachweislich eine entscheidende Rolle bei der Zersetzung der Leichen. Bei normalem Sauerstoffgehalt waren Schweinekadaver innerhalb eines Monats von Tieren gefressen worden. An Orten mit sehr geringem Sauerstoffgehalt dauerte dieser Vorgang deutlich länger, da die dort lebenden Organismen kleiner sind und somit unversehrte Leichen nicht ohne weiters öffnen können. Alle Versuche zeigten darüber hinaus, dass Meerestiere Kadaver, die sich im Wasser befinden, stets von den Extremitäten ausgehend anfressen, während der Kopf immer bis zuletzt unversehrt blieb. Aus diesem Grund handelt es sich bei angespülten, menschlichen Leichenteilen meist um Füße.

## Literarische und künstlerische Bearbeitung
Der Tod im Wasser wird in Kunst und Literatur oft romantisiert dargestellt und ist Gegenstand zahlreicher literarischer Werke, Bühnenstücke, Kunstwerke etc.

### Literatur

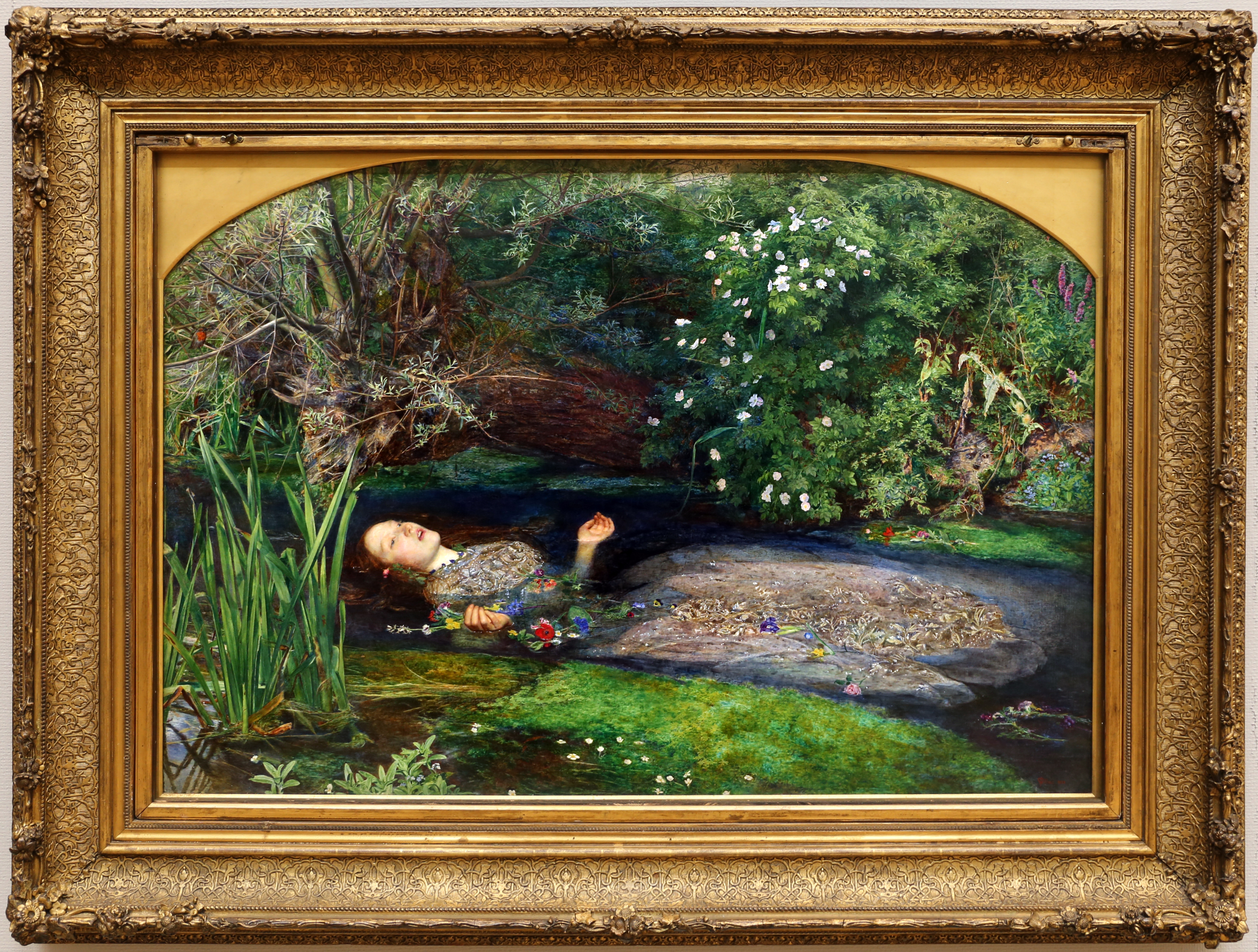
John Everett Millais, Ophelia, 1851–52

### Kunst

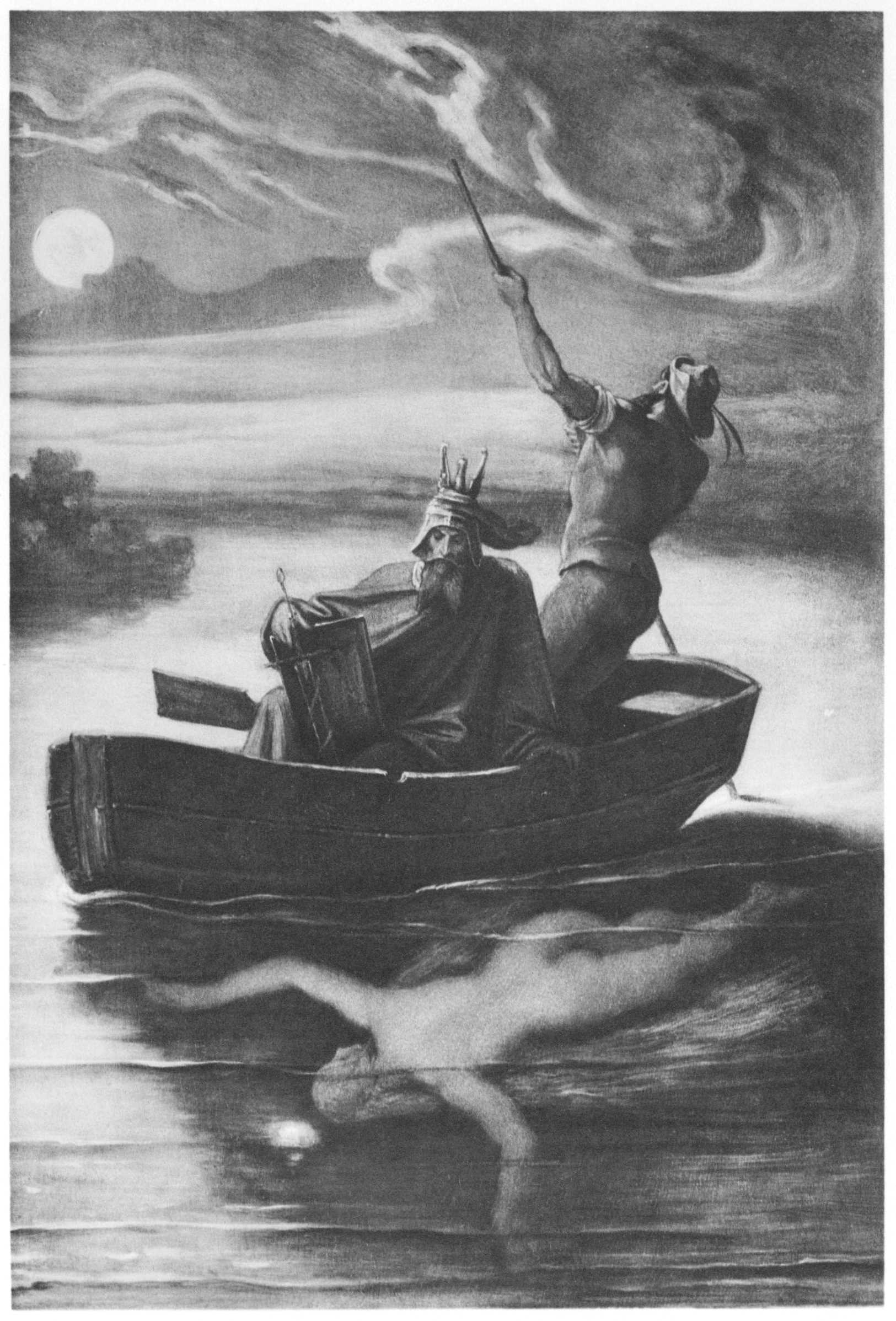
Ritter auf nächtlicher Fahrt, romantisches Gemälde von Moritz von Schwind, 1851
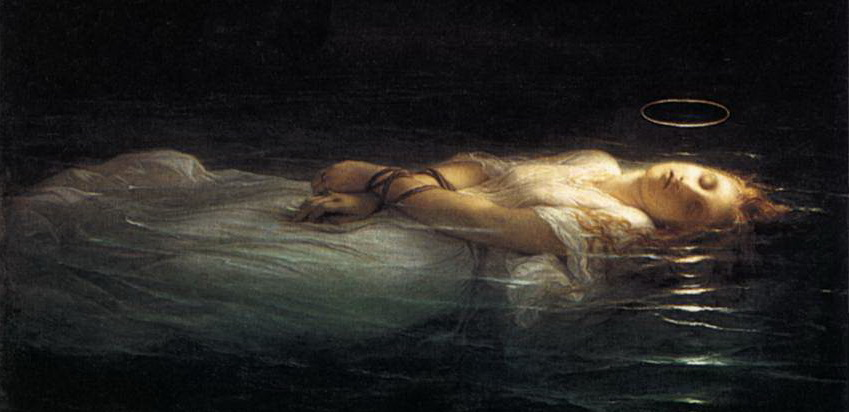
Paul Delaroche Ein christlicher Märtyrer ertrank im Tiber, 1855 (Ausschnitt)
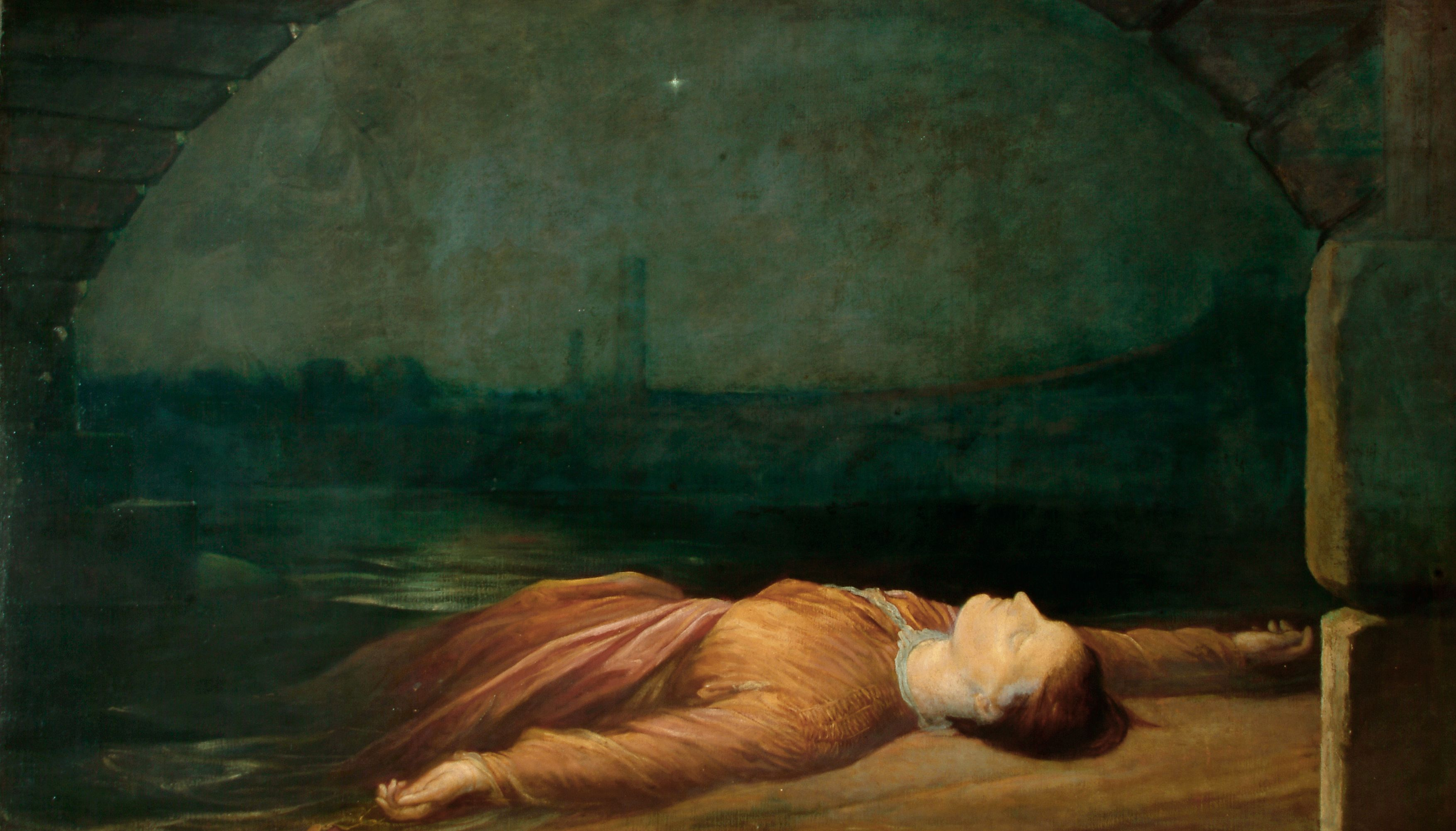
George Frederick Watts, Ertrunken Aufgefunden, 1867
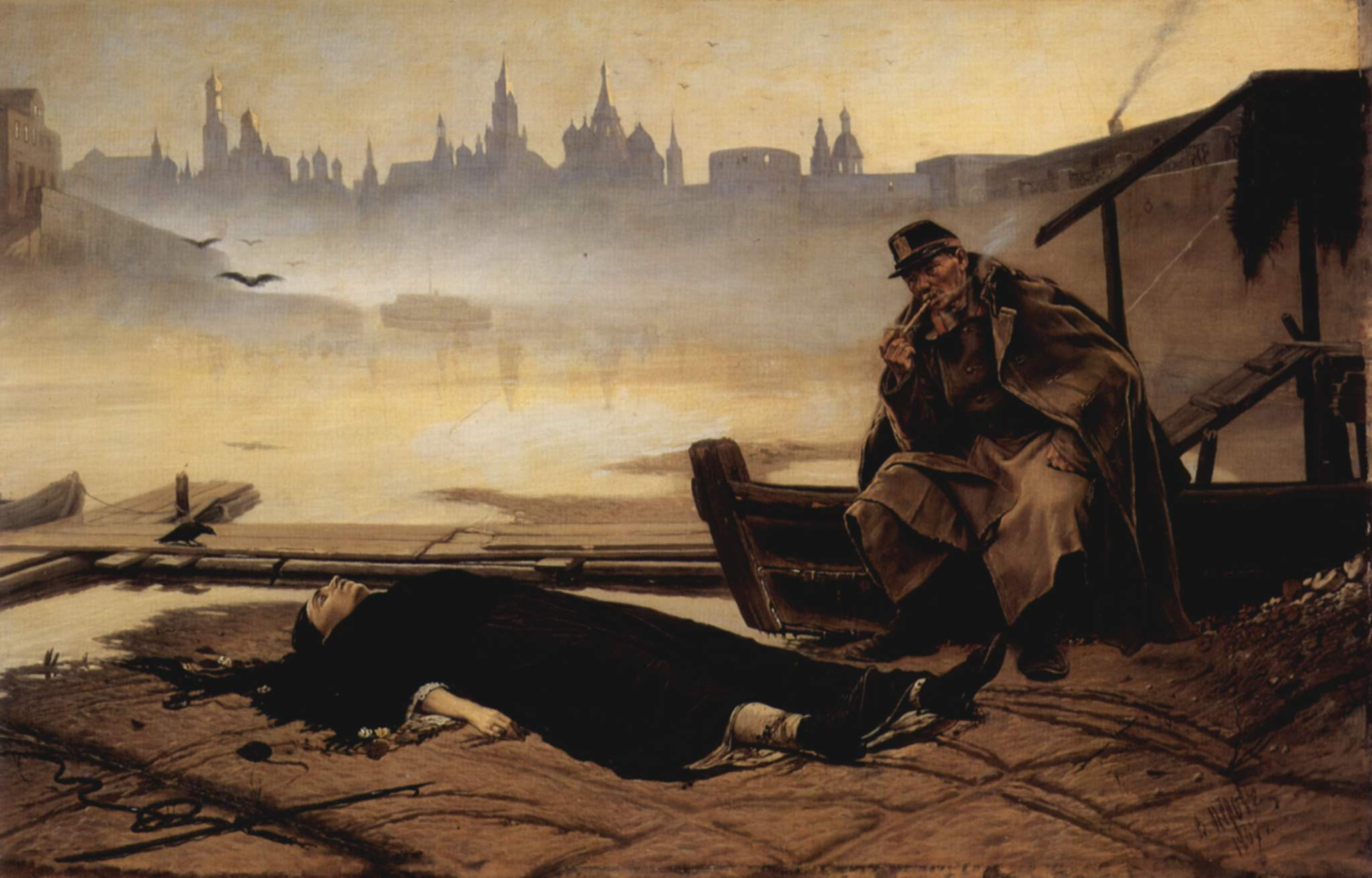
Wassili Grigorjewitsch Perow, Die ertrunkene Frau, 1867
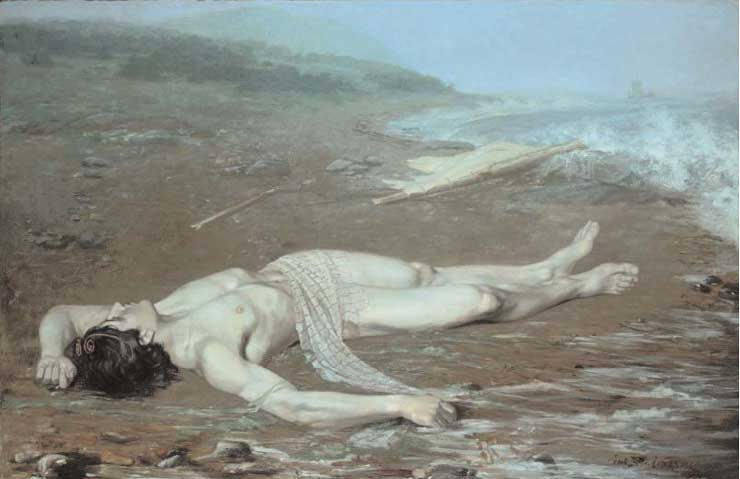
Leander aus der griechischen Mythologie, 1884 von J. A. G. Acke
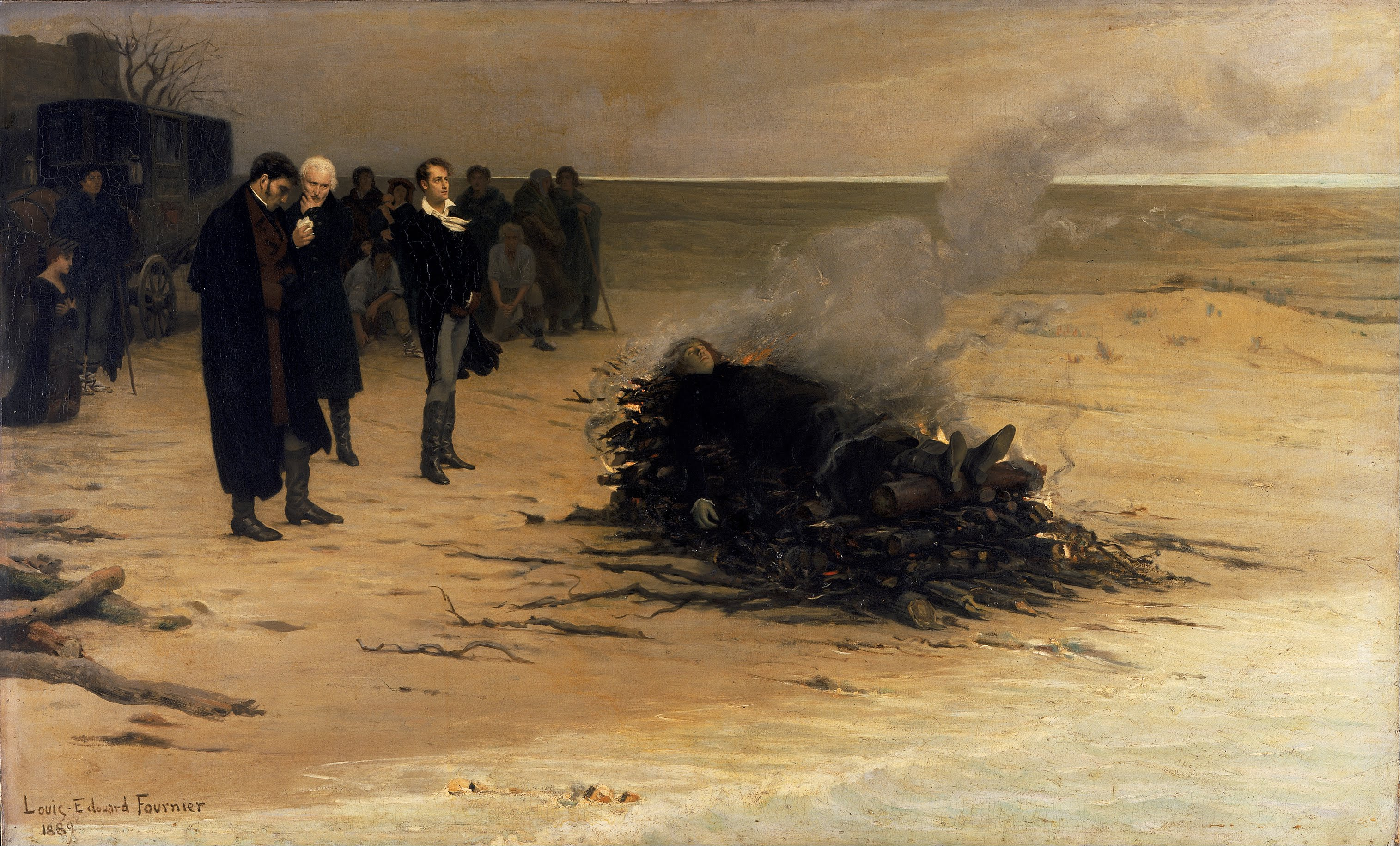
Louis Édouard Fournier, die Beerdigung des ertrunkenen Percy Shelley, 1889
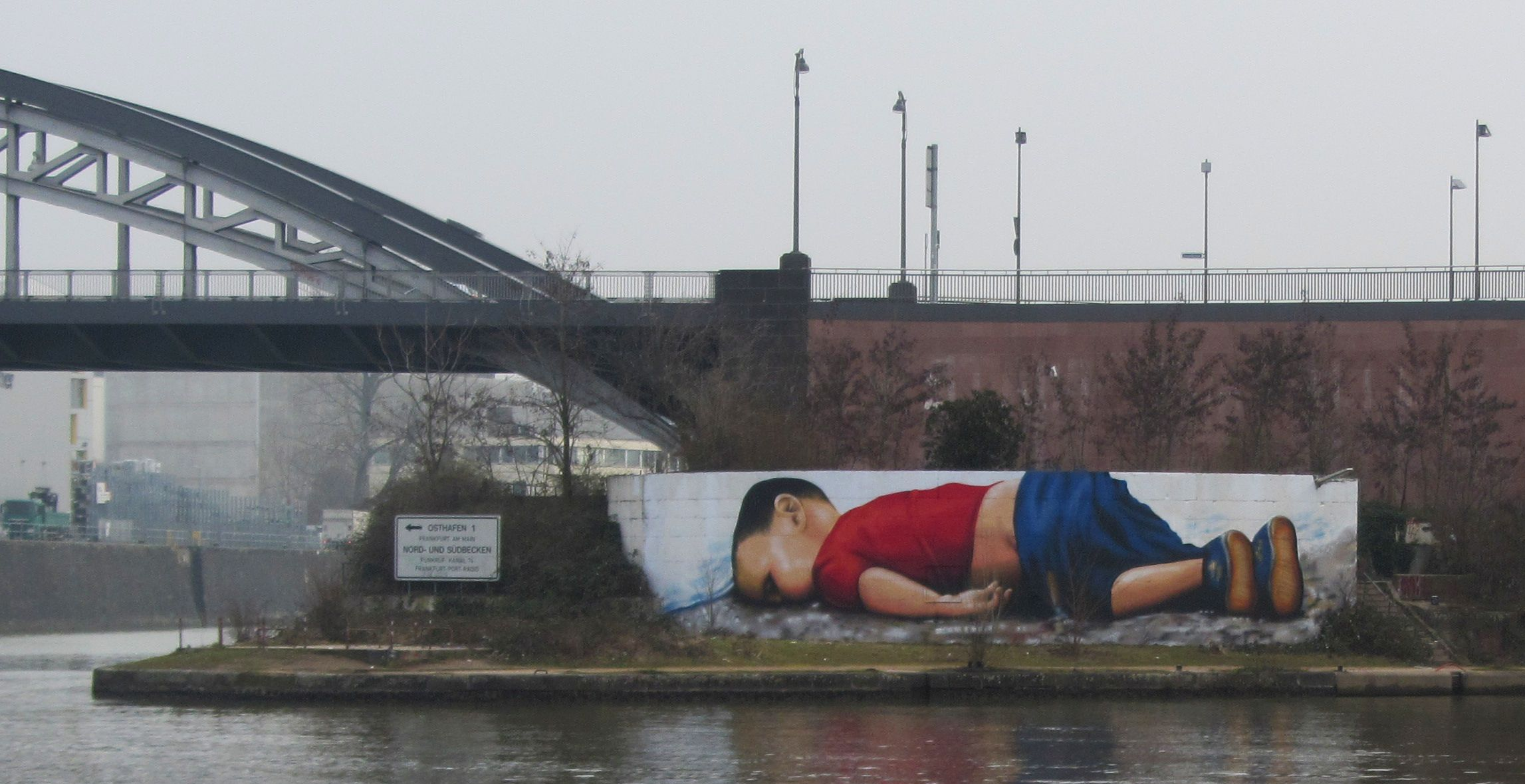
Alan Kurdi steht stellvertretend für die vielen Ertrunkenen durch Flucht und Migration

## Bekannte Todesfälle durch Ertrinken
- Tiberinus Silvius (ca. 900 v. Chr.), Namensvater des Tiber
- Antinoos (ca. 110/115–130 n. Chr.), posthum zum Gott erklärt, ertrank unter eigenartigen Umständen im Nil
- Maxentius (278–312), römischer Kaiser, ertrank nach einer Schlacht im Tiber
- Kılıç Arslan I. (1079–1107), Herrscher des Sultanat der Rum-Seldschuken, ertrank auf der Flucht nach einer verlorenen Schlacht im Chabur
- Friedrich I. (HRR) (1122–1190), römisch-deutscher König, ertrank unter unklarem Umständen im Fluss Saleph, heutiger Name Göksu
- Magnus II. (1316–1374), König von Schweden, bei einem Schiffsunglück in Norwegen
- Song Bing (1271–1279), der letzte Kaiser der südlichen Song-Dynastie, ertränkt, nachdem die Schlacht von Yamen verloren war
- Johannes Nepomuk (ca. 1350–1393), Priester, wurde in Prag von der Karlsbrücke in die Moldau gestürzt und später heiliggesprochen
- Henry Holland, 2. Duke of Exeter (1430–1475), wurde auf der Rückreise von einem gescheiterten Feldzug in Frankreich im Ärmelkanal ertränkt
- George Plantagenet, 1. Duke of Clarence (1449–1478), wurde in einem Fass Malvasier ertränkt
- Bartolomeu Dias (1450–1500), portugiesischer Seefahrer und Entdecker, ertrank bei der Umsegelung von Afrikas Südspitze, in der Nähe vom Kap der Guten Hoffnung
- Ludwig II. (1506–1526), König von Böhmen und Ungarn, ertrank auf dem Rückzug nach der Schlacht bei Mohács, in einem Nebenfluss der Donau
- Robert Parsons (1553–1572), englischer Komponist, ertrank bei Newark-on-Trent im River Trent
- Johann Wilhelm Friso (1687–1711), Fürst von Nassau-Dietz, ertrank bei einem Fährunglück
- Peter Artedi (1705–1735), schwedischer Naturforscher, ertrank in einer Gracht in Amsterdam
- Percy Bysshe Shelley (1792–1822), britischer Autor (Englische Romantik), ertrank bei einem Sturm vor Viareggio, Italien
- Antônio Gonçalves Dias (1823–1864), portugiesischer Dichter, ertrank bei einem Schiffbruch vor Portugal
- Julius Krohn (1835–1888), finnischer Dichter u. Literaturwissenschaftler, ertrank bei einem Yachtunglück
- John Jacob Astor IV (1864–1912), amerikanischer Erfinder und Schriftsteller, ertrank beim Untergang der Titanic
- Hart Crane (1899–1932), amerikanischer Dichter, nahm sich im Golf von Mexiko das Leben, indem er von einem Schiff sprang
- Jirō Satō (1908–1934), japanischer Tennisspieler, nahm sich in der Straße von Malakka das Leben, indem er von einem Schiff sprang
- James Murray (1901–1936), amerikanischer Schauspieler, ertrank unter unklaren Umständen im Hudson River[20]
- Virginia Woolf (1882–1941), englische Autorin, ertrank durch Suizid[21]
- Brian Jones (1942–1969), britischer Musiker (The Rolling Stones), ertrank in einem Swimmingpool
- Josef Mengele (1911–1979), nationalsozialistischer KZ-Lagerarzt und Kriegsverbrecher, Badetod, in Bertioga, Brasilien
- Natalie Wood (1938–1981), amerikanische Schauspielerin, ertrank unter ungeklärten Umständen vor der Santa Catalina Island[22]
- Marie-France Pisier (1944–2011), französische Schauspielerin, Regisseurin und Autorin, wurde tot in ihrem Swimmingpool aufgefunden
- Uwe Barschel (1944–1987), deutscher Politiker, wurde ertrunken in einer Badewanne aufgefunden, die genauen Todesumstände sind bis heute umstritten
- Robert Maxwell (1923–1991), Verleger, Unternehmer und Politiker, ertrank in der Nähe der Kanarischen Inseln, als er mit seiner Yacht Lady Ghislaine unterwegs war
- Whitney Houston (1963–2012), amerikanische Sängerin und Schauspielerin, wurde ertrunken in einer Hotel-Badewanne aufgefunden
- Alan Kurdi (2012–2015), syrisches Kleinkind, dessen Tod durch Ertrinken zum Symbol der Europäischen Flüchtlingskrise wurde